# Sandra Alonso
Sandra Alonso Domínguez (* 19. August 1998 in Torrevieja) ist eine spanische Radrennfahrerin.

## Sportlicher Werdegang
Nach dem Wechsel in die U23 fuhr Alonso bis 2021 für verschiedene spanische Vereine und Teams, blieb aber zunächst international ohne nennenswerte Ergebnisse. Auf nationaler Ebene erzielte sie ihre ersten Siege auf der Bahn mit dem Gewinn der spanischen Meisterschaften 2017 und 2019 in der Einerverfolgung. Der Gewinn der zweiten Etappe der Setmana Ciclista Valenciana 2021 war ihr erster Sieg bei einem internationalen Rennen auf der Straße.
Zur Folgesaison wechselte Alonso zum deutschen Ceratizit-WNT Pro Cycling Team, mit dem sie 2024 in die UCI WorldTour aufstieg. Mit der zweiten Etappe der Tour de Normandie Féminin 2024 konnte sie zum zweiten Mal ein internationales Rennen für sich entscheiden. Bei der Tour of Guangxi gewann sie zum Saisonabschluss erstmals ein Rennen der UCI Women’s WorldTour.

## Erfolge
2017
- Spanische Meisterin – Einerverfolgung

2019
- Spanische Meisterin – Einerverfolgung

2021
- eine Etappe Setmana Ciclista Valenciana

2022
- Mittelmeerspiele – Straßenrennen

2024
- eine Etappe Tour de Normandie Féminin
- eine Etappe Thüringen Ladies Tour
- Tour of Guangxi